# Louis Godefroy (homme politique)
Pour les articles homonymes, voir Godefroy.
Louis Godefroy (Charles, Louis Godefroy) né le 13 août 1740 à Nonville (Vosges) et mort le 13 mars 1822 à Versailles est un député du clergé aux États généraux de 1789, curé de Nonville.

## Biographie
Louis Godefroy fait ses études à Besançon ; il est ordonné prêtre à Toul en 1765, il revient ensuite dans son pays natal
où il exerce les fonctions de vicaire durant treize ans jusqu'en 1778. Il succède alors à son oncle comme curé de Nonville. Il est l'un des deux représentants du clergé aux États-Généraux, élus le 31 mars 1789,   par le bailliage de Mirecourt.
Il ne joue pas de rôle important. Il siège à droite, vote avec les partisans de l'Ancien Régime et les fidèles de l'abbé Maury, repousse
le serment constitutionnel. Après son mandat il est surveillé par la police et inscrit sur la liste des émigrés. Il ne peut revenir dans
les Vosges qu'après le Concordat de 1802. Il devient chanoine à Versailles sous la Restauration.